# Korňa
Korňa (węg. Kornyavölgy) – wieś i gmina (obec) w powiecie Czadca, kraju żylińskim, w północnej Słowacji.
Korňa uzyskała status samodzielnej wsi w roku 1954, po odłączeniu się od Turzówki.